# إريك دومون
إريك دومون (بالفرنسية: Éric Dumont)‏ هو ملاح فرنسي، ولد في 20 فبراير 1961 في سان نازير في فرنسا.

## وصلات خارجية
- الموقع الرسمي